# Kepler-441 b
Kepler-441 b est une planète extrasolaire (exoplanète) confirmée en orbite autour de l'étoile Kepler-441.
Détectée par le télescope spatial Kepler, sa découverte, par la méthode des transits, a été confirmée en 2015.